# 1944 في المغرب
تحتوي هذه المقالة على أهم الأحداث التي شهدتها المغرب في 1944، إضافة إلى أهم الشخصيات المغربية المولودة والمتوفية في هذه السنة.

## الحكم
- السلطان: محمد الخامس
- الحكم للإدارة الفرنسية في المغرب الحماية الفرنسية على المغرب 1912 - 1956.

- منطقة شمال المغرب وقتها كانت تحت حكم إسبانيا.
- المغرب الحالي وقتها كان سلطنة وليس مملكةـ كان يحكمها سلطان وليس ملك. وكان البلد يُسمى بلاد مراكش وليس المغرب.

## الأحـداث
- 11 يناير 1944 - تقديم وثيقة المطالبة بالاستقلال في المغرب.
- 31 يناير 1944 - انتفاضة يناير بعد ان “السلطات الاستعمارية شنت حملة اعتقالات واسعة في صفوف الوطنيين، خاصة من الموقعين على وثيقة المطالبة بالاستقلال.[1]
- عام 1944 بدأ مايعرف بـ عام البون هو العام الممتد ما بين 1944 إلى 1945 والذي عانى من خلاله سكان المغرب من مجاعة والأوبئة نتيجة الجفاف وإجراءات فرضتها الحماية الفرنسية على توزيع وشراء المواد الغذائية الأساسية.[2]

## مواليد
- بوجميع، موسيقي مغربي.
- طه عبد الرحمن، فيلسوف مغربي.
- محمد لخصاصي، دبلوماسي وسفير مغربي.
- عبد العلي الودغيري، كاتب ولغوي مغربي.
- الطاهر بن جلون، كاتب روائي مغربي فرنسي.
- عبد السلام محمد الشدادي، مؤرخ مغربي.
- لحسن زينون، فنان مخرج مغربي.
- عبد الرفيع جواهري شاعر وسياسي مغربي.
- باني محمد ولد بركة سياسي مغربي.
- أحمد المعنوني، كاتب ومخرج أفلام مغربي.
- فاطمة الجامعي الحبابي، كاتبة ومترجمة مغربية.

## وفـيات
- 13 أغسطس - أحمد سكيرج، فقيه ومتصوف وشاعر مغربي.

## الـمراجع
1. ↑  نص أسرة المقاومة تخلد انتفاضة 31 يناير 1944
2. ↑  "76 سنة على عام "البون".. عندما فرضت فرنسا الجوع في المغرب". الترا صوت (بالإنجليزية). Archived from the original on 2020-05-10. Retrieved 2020-05-10.